# Consulta sobre la independència de Catalunya a Arenys de Munt

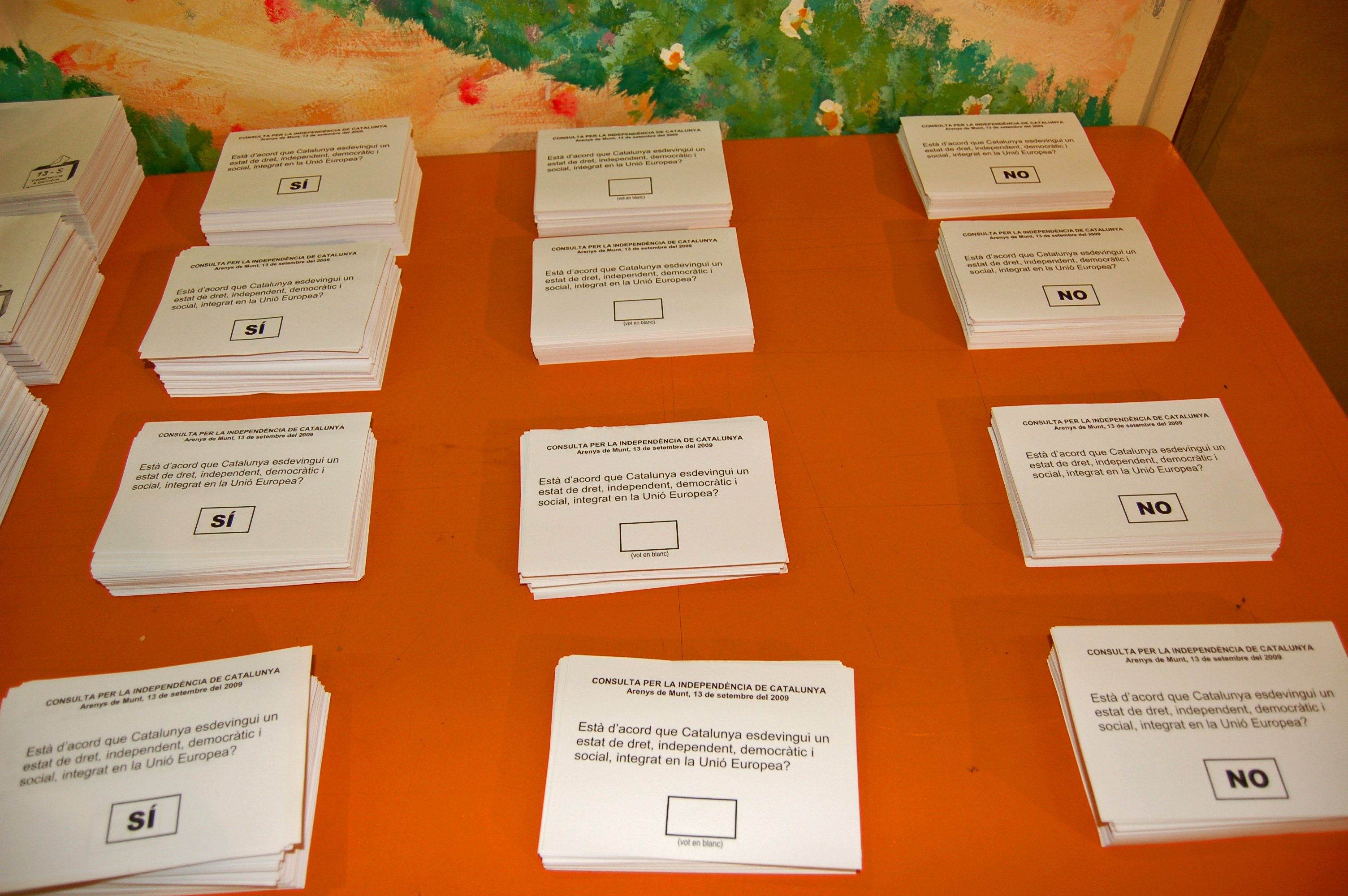
Taula amb les diferents butlletes per votar.

La consulta sobre la independència de Catalunya a Arenys de Munt és la primera consulta municipal sobre la independència de Catalunya de la història que es va celebrar als Països Catalans. Va ser una consulta d'àmbit municipal no vinculant impulsada pel Moviment Arenyenc per a l'Autodeterminació (MAPA) que se celebrà el 13 de setembre de 2009 a la localitat d'Arenys de Munt (Maresme). En aquesta consulta es formulà, exclusivament als veïns d'aquesta vila, la qüestió següent: «Està d'acord que Catalunya esdevingui un Estat de dret, independent, democràtic i social, integrat a la Unió Europea?». Hi van poder votar els immigrants i els joves majors de setze anys, sectors no inclosos en els altres comicis.

## Passes prèvies

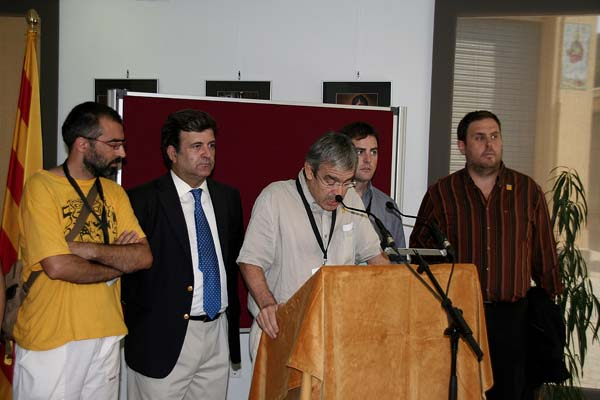
D'esquerra a dreta, Jordi Bilbeny, Alfons López Tena, Josep Manel Ximenis, Uriel Bertran i Oriol Junqueras. Bilbeny i Ximenis, dos dels membres de la Comissió Organitzadora de la Consulta d'Arenys. Tena, Bertran i Junqueras, tres dels membres de la Comissió avaluadora de la consulta d'Arenys de Munt.

En el Ple del consistori del 4 de juny de 2009, l'Ajuntament d'Arenys de Munt acordà donar suport a la consulta, cedint la Sala Municipal de l'Ajuntament per celebrar-la, mitjançant una moció presentada per la CUP d'Arenys de Munt, que fou aprovada amb el suport de tots els partits amb representació al consistori, amb l'excepció dels dos regidors del PSC, que s'hi oposaren. És a dir, els quatre regidors d'AM2000, els tres d'ERC, els tres de CiU i el de la CUP.
Aleshores des del MAPA s'organitzà la Comissió Organitzadora de la Consulta. Aquesta estava formada per les següents persones: Agustí Puig, Andreu Majó, Albert Tarrés, Antònia Rossell, Carles Móra, Meritxell Carrillo, Joan Vila, Jordi Bilbeny, Jordi Clopés, Jordi Mas, Josep Manel Jiménez, Josep Sánchez, Margarida Bigorra, Ramon Pujol i Xavier Mas.
L'exconseller de Justícia Agustí Bassols havia de presidir la comissió avaluadora de la consulta d'Arenys de Munt, l'equivalent de la junta electoral que s'ha habilitat per als comicis oficials, però a darrera hora fou substituït per l'exdirector general de Justícia de la Generalitat Antoni Castellà després que el dia anterior transcendís que hi havia malestar en la direcció d'Unió per la seva participació. A més de Castellà, alguns dels noms més significatius de la comissió foren l'exvocal del CGPJ i president del Cercle d'Estudis Sobiranistes, Alfons López Tena, el diputat d'ERC Uriel Bertran,el diputat d'ERC a Madrid Joan Tardà, l'eurodiputat d'ERC Oriol Junqueras, la degana de la Facultat d'Economia i Empresa de la UB Elisenda Paluzie i el jutge de pau d'Arenys de Munt, Antoni Marpons.

### Processos judicials

#### Suspensió del suport de l'Ajuntament
Després que Ciutadans hagués presentat una sol·licitud a la Delegació del Govern espanyol a Catalunya per aturar la consulta, l'Advocacia de l'Estat espanyol va presentar un recurs el dia 2 de setembre contra la celebració de la consulta. L'endemà mateix, la titular del jutjat contenciós número 14 de Barcelona va anul·lar l'acord del plenari al·legant que s'havia «extralimitat en les seves competències».
No obstant això, la jutgessa cità a l'advocat de l'Estat i a l'Ajuntament, representat per l'exconseller i diputat Salvador Milà, el 7 de setembre perquè presentessin les al·legacions corresponents abans de prendre un dictamen definitiu. El mateix dia es va saber que l'advocat de l'Estat, Jorge Buixadé, havia estat candidat de la Falange Española de les JONS i de la Falange Española Auténtica a mitjans dels anys noranta. Finalment, el 9 de setembre el jutjat número 14 de Barcelona ratificà la invalidació del ple de l'Ajuntament d'Arenys on es donava suport a la consulta.

#### Manifestació de Falange

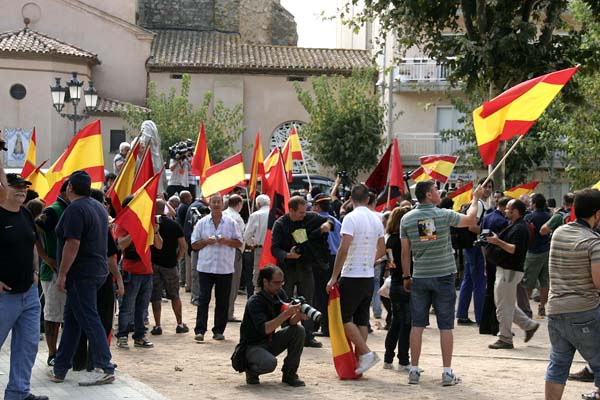
Manifestació de la Falange, que aplegà 58 persones.

Després que la Falange Española de las JONS protestés per la decisió d'efectuar la consulta popular sobre la independència de Catalunya i demanar-ne l'anul·lació, el Departament d'Interior va donar-li permís per manifestar-se, malgrat l'oposició de l'Ajuntament. Interior, però, va assegurar que la dissoldria en cas d'enfrontaments.
Es dona el cas, a més, que a Arenys de Munt ja hi havia un precedent històric: l'ocupació de la vila durant dos dies per part d'un grup de falangistes, el 2 i el 3 de juny de 1979, arran de l'enderrocament d'un símbol franquista.
El 23 d'agost la Falange anuncià que el dia de la votació es manifestarien pels carrers d'Arenys contra el «referèndum secessionista i a favor de la unitat d'Espanya».
El departament d'Interior de la Generalitat de Catalunya, presidit per Joan Saura, autoritzà la marxa falangista canviant-ne la ubicació, allunyant-la 500 metres del consistori. Tanmateix, fruit de les queixes d'inseguretat dels veïns i de l'Ajuntament d'Arenys de Munt, interior rectificà la seva decisió, ajornant una setmana la concentració per tal d'evitar possibles problemes d'ordre públic, en tenir constància d'una contramanifestació independentista. Malgrat això, la Falange va advertir que es manifestaria pels carrers d'Arenys tot i la prohibició.
El 9 de setembre, al mateix temps que la jutgessa suspenia l'acord de l'Ajuntament de donar suport a la consulta, el Tribunal Superior de Justícia de Catalunya revocà l'ordre del departament Interior de retardar una setmana la manifestació de la Falange, al·legant que el retard d'una setmana «equivalia a una prohibició» perquè privava als manifestants de la seva «finalitat legítima» de donar «resposta o reacció a un acte de participació ciutadana». També al·legava que si el Departament d'Interior havia permès en un principi la manifestació el mateix dia, era perquè no detectaven que fos prou perillosa.
Arran la decisió en ferm del jutjat, s'alçaren veus crítiques sobre la resolució per part de diversos juristes, com ara el magistrat de l'Audiència de Barcelona Santiago Vidal, que veia «irresponsable» l'autorització de la manifestació falangista. Una plataforma d'advocats formada per una vintena d'advocats impulsà un manifest crític sobre les dues resolucions judicials i de suport a la consulta.

## Reaccions prèvies a la consulta

### A favor

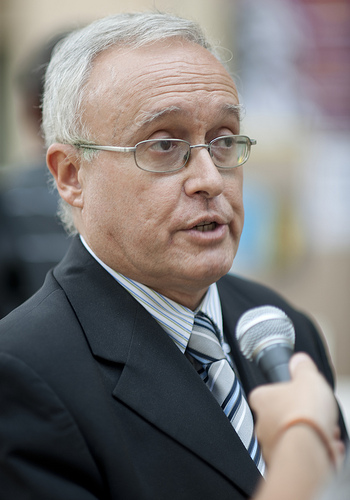
Carles Móra, alcalde d'Arenys de Munt, es convertí en una de les personalitats clau de la consulta.

La consulta rebé un ampli suport dels sectors catalanista i sobiranista. A més a més, 86 personalitats del món polític, cultural, econòmic i empresarial, com per exemple, Pasqual Maragall, Joan Carretero, Josep Huguet, Glòria Bordons, Jordi Bilbeny, Isabel-Clara Simó, Mathew Tree, Ernest Benach donaren suport exprés a la consulta a través de la seva adhesió a un manifest de suport. Les formacions polítiques que donaren suport a la celebració de la consulta van ser Arenys de Munt 2000, Convergència i Unió, Esquerra, la Candidatura d'Unitat Popular, Iniciativa per Catalunya Verds i Catalunya Acció; i alguns militants del Partit dels Socialistes de Catalunya.
Arran de la moció de suport de l'Ajuntament d'Arenys de Munt a la consulta, els ajuntaments de Figueres, Sant Pere de Torelló, Calders, Seròs i Argentona aprovaren mocions de suport a la consulta d'Arenys, i els dos últims a més, proposaren impulsar una consulta similar a les seves localitats corresponents. A més a més, el secretari general d'ERC, Joan Ridao, informà que la seva formació política impulsaria mocions de suport a la consulta d'Arenys en els ajuntaments on tenen representació i impulsar votacions similars arreu dels Països Catalans a través de la plataforma Decidim!. Ja el dia 13 de setembre, el nombre d'ajuntaments que havien manifestat la intenció d'impulsar consultes similars a la d'Arenys ascendí fins als 18 consistoris i, Figueres i Terrassa que donaven només suport explícit a la consulta d'Arenys.

#### Amenaces i vandalisme
El PSC va denunciar públicament tant que van rebre amenaces telefòniques com també la inscripció de diverses pintades a la façana del seu local, la qual va aparèixer embrutada diverses vegades al llarg de diversos dies. En aquestes pintades se'ls titllava de «feixistes», apareixia la paraula «falange» amb una fletxa apuntant cap a l'escut de la seva organització, i també l'expressió Gora ETA. Motivat per aquesta sèrie d'amenaces i actes vandàlics, el PSC va emetre un comunicat de condemna el 5 de setembre. En declaracions a EFE, l'alcalde del municipi, Carles Móra, va condemnar les pintades.

### En contra
Ja a principis juliol es va mobilitzar la Falange Española y de las JONS, repartint fulls volants contraris a la consulta. El 24 de juliol, la mateixa Falange Española de las JONS presentà una queixa a la Conselleria d'Administracions Públiques de la Generalitat, a l'Ajuntament d'Arenys i a la Delegació del Govern de Catalunya, defensant que es tractava d'un «referèndum secessionista encobert» pensat per evadir la llei i considerant que els arenyencs només podien ser consultats sobre qüestions que afectin exclusivament aquell municipi.
Ciutadans, el Partit Popular, el Partit Socialista Obrer Espanyol i el Partit dels Socialistes de Catalunya, a excepció d'alguns militants, juntament amb gran part dels sectors del nacionalisme espanyol, s'oposaren a la celebració de la consulta popular no vinculant d'Arenys de Munt i van aplaudir les decisions judicials contràries a la consulta.
El govern espanyol va haver de pronunciar-se quan la vicepresidenta María Teresa Fernández de la Vega va ser demanada per la consulta en una roda de premsa el 6 de setembre. De la Vega va declarar: «L'autodeterminació i la independència no tenen cabuda a la Constitució».
El 10 de setembre, el president José Montilla va dir que «la consulta dona arguments a la caverna de la dreta espanyola», i defensà el dret de la Falange de manifestar-se el diumenge mentre esquivà donar suport a l'Ajuntament d'Arenys de Munt. Els organitzadors replicaren que el PSC també és la caverna. El mateix dia de la votació, Jordi Hereu, alcalde de Barcelona, intenta tirar aigua al vi. El socialista considera «exagerada» l'atenció a la consulta d'Arenys, ja que «no porta enlloc».
Intereconomía va fer un reportatge amb càmera oculta en què s'infiltraren per a espiar la comissió organitzadora per després criticar-la durament i indicant que només la seva cadena explicava la veritat, al contrari de TV3. També varen tenir una conversa per telèfon amb l'alcalde d'Arenys, el qual va declarar, posteriorment, que va ser editada per a desacreditar-lo.

#### Amenaces, coaccions i espionatge
La comissió organitzadora de la consulta denuncià públicament que havien rebut amenaces i coaccions per part de persones que no estaven d'acord amb la celebració de la consulta. Fins i tot, l'organitzador principal de la consulta necessità protecció policial durant les últimes dues setmanes abans de la consulta per la seva seguretat. Segons denuncià Ramon Pujol, membre de la comissió organitzadora, informà que reberen amenaces telefòniques que «els amenaçaven de cremar els bars i els boscos d'Arenys de Munt». L'alcalde d'Arenys, Carles Móra, també requerí protecció policial tot i no haver rebut amenaces personals. L'alcalde denuncià l'onze de setembre que s'havien descobert càmeres ocultes dins de les dependències municipals d'Arenys de Munt, l'origen de les quals roman desconegut tot i que alguns mitjans les atribueixen als serveis secrets espanyols o els cossos policials.

## Campanya
El 29 d'agost va començar la campanya informativa per a la consulta, a la qual es van inscriure els partits amb representació a Arenys de Munt que li havien donat suport a l'Ajuntament (AM2000, CiU, Esquerra i CUP) i Catalunya Acció. El 5 de setembre es va fer un míting unitari amb la participació de Jordi Fàbrega d'AM2000, Àngel Colom per CiU, Francesc Ribera per la CUP i Anna Simó per Esquerra, demanant el vot afirmatiu a la consulta. El dia abans de la consulta, el 12 de setembre, es va tancar la campanya amb un acte en què van participar personalitats del món polític, econòmic i cultural del país.
Cap partit no va fer cap acte per argumentar el vot negatiu. Els partits que presumiblement el defensaven van centrar-se a demanar que no s'autoritzés la consulta.

## Desenvolupament de la jornada

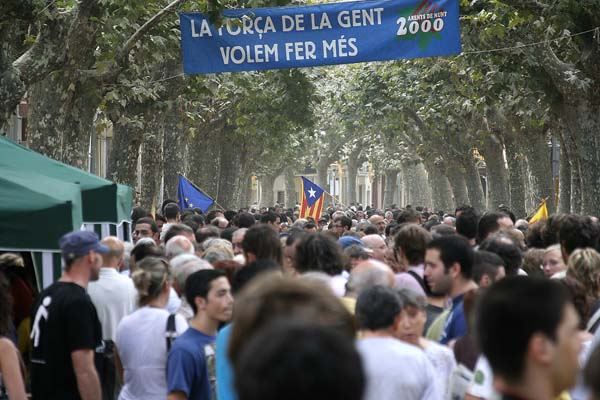
La riera d'Arenys s'omplí de gom a gom durant gran part de la jornada.

Finalment, al mateix dia 13 s'anuncià que se celebraria la consulta al Centre Moral de la vila situat al costat de l'Ajuntament, després que es dictaminés que no es podia celebrar a una de les sales del consistori. La consulta va transcórrer en un ambient festiu, gràcies a les activitats preparades per l'organització, i a l'afluència de centenars de simpatitzants sobiranistes de fora d'Arenys. Algunes de les activitats van ser recitals poètics, actuacions musicals, geganters, bastoners, dinars populars, entre d'altres. Entre les actuacions musicals hi hagué tant grups locals com d'arreu de Catalunya com per exemple, Cesk Freixas, Gerard Sesé, Skafam, Francesc Ribera «Titot» o David Rossell. A més a més, més de 300 periodistes d'arreu del món es van acreditar per seguir la jornada.

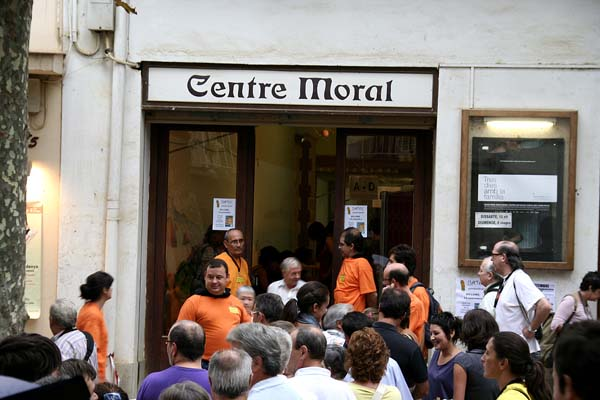
El Centre Moral va acollir el col·legi electoral per fer aquesta consulta.

La manifestació de la Falange va ser molt minoritària i no va tenir cap efecte intimidatori. Només es van presentar dos autocars (58 persones), que van quedar rodejats per un cordó de Mossos d'Esquadra i una colla de manifestants que van corejar consignes tant independentistes com a favor de l'organització desapareguda Terra Lliure. L'únic fet de violència constatat contra Falange va ser el trencament del vidre d'un dels autobusos amb un cop de roc.
Acabat l'acte, van tornar a marxar sense incidents remarcables.
Els informatius de Telemadrid van denunciar que durant la consulta uns manifestants van rodejar la periodista Berta Queralt, cridant esbroncs i consignes amenaçadores, aquests fets van ocasionar que el canal de televisió decidís no emetre el directe. Tanmateix, d'altres mitjans acusaren Telemadrid de tenir una versió molt particular dels fets, argumentant que les imatges no reflectien aquests suposats radicals, on a més es podien trobar nens i persones grans, ni tampoc aquests insults ni amenaces.
Malgrat el caràcter extraoficial de la consulta, la participació va ser superior a la de les últimes votacions oficials que s'hi havien celebrat. A les 14.00 havia votat el 25,98% del cens (1.693 electors). En el segon avanç de participació de les 18.00, el nombre d'electors que havien dipositat el seu vot era ja de 2.309 (35,44%). Al tancament dels col·legis, havia estat d'un 40,99%, el que significava 2.671 vots.

## Resultats

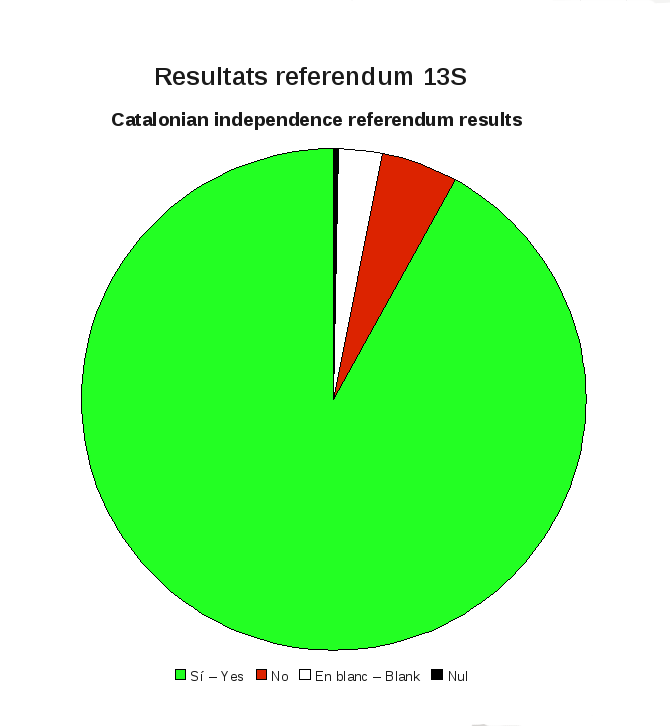
Resultats de la consulta popular del 13S a Arenys de Munt

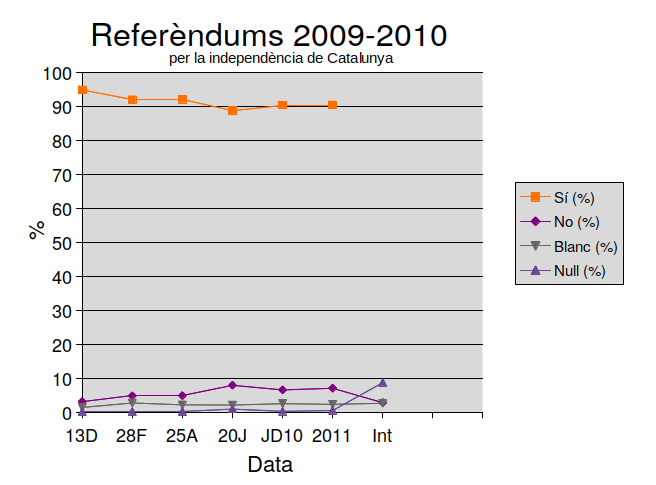
Resultats de les consultes

| Consulta sobre la independència del 13 de setembre de 2009 | Consulta sobre la independència del 13 de setembre de 2009 | Consulta sobre la independència del 13 de setembre de 2009 | Consulta sobre la independència del 13 de setembre de 2009 | Consulta sobre la independència del 13 de setembre de 2009 |
| Opcions de vot                                             | Opcions de vot                                             | Vots                                                       | Percentatge                                                |                                                            |
| ---------------------------------------------------------- | ---------------------------------------------------------- | ---------------------------------------------------------- | ---------------------------------------------------------- | ---------------------------------------------------------- |
| Sí                                                         | Sí                                                         | 2.569                                                      | 96,2%                                                      |                                                            |
| No                                                         | No                                                         | 61                                                         | 2,3%                                                       |                                                            |
| Blanc                                                      | Blanc                                                      | 29                                                         | 1,1%                                                       |                                                            |
| Vots vàlids                                                | Vots vàlids                                                | 2.659                                                      | 99,6%                                                      |                                                            |
| Vots invàlids                                              | Vots invàlids                                              | 12                                                         | 0,4%                                                       |                                                            |
| Vots totals                                                | Vots totals                                                | 2.671                                                      | 100%                                                       |                                                            |
| Participació                                               | Participació                                               | 41,0%                                                      | 41,0%                                                      |                                                            |
| Electors                                                   | Electors                                                   | 6.517                                                      | 6.517                                                      |                                                            |
| Fonts: Nació Digital, Llibertat.cat, 3cat24.               |                                                            |                                                            |                                                            |                                                            |

## Reaccions posteriors a la consulta

### A Catalunya
ERC va indicar que es mostraria partidària a promoure més consultes en altres ajuntaments. CiU va indicar que sense promoure'ls els respectaria, tot i que dins el partit hi havia veus discrepants com les d'Àngel Colom que apostaven per promoure'ls. Tanmateix, les JNC van felicitar la població, demanant a CiU que col·laborés en noves consultes. ICV va optar per una posició oficial semblant a la de CiU. El PSC va voler indicar que aquesta mena d'actes servien per dificultar la defensa de l'estatut. Jordi Hereu, alcalde de Barcelona, va indicar que l'atenció era estèril per què no duia enlloc. D'altra banda, Carme Chacón, Ministra de Defensa, va fer servir per igual els independentistes i els feixistes, cosa que va provocar la indignació d'ERC. El PP va indicar que Arenys no representava la «Catalunya real» i l'Alicia Sánchez Camacho, cap del PPC, va incitar les administracions públiques a actuar si la consulta es repetia en més municipis. C's va indicar que els partits catalans eren un «colpistes institucionals» i l'Albert Rivera va dir que en aquest referèndum «els gossos que tenen xip també voten» i que era un «desafiament en tota regla de la democràcia».
A títol personal, Pasqual Maragall, expresident de la Generalitat de Catalunya, va qualificar la consulta de «festa del nacionalista».
La plataforma Decidim va convocar per al 3 d'octubre d'aqueix mateix any els alcaldes interessats a promoure una consulta en el seu municipi. De 940 que té Catalunya, 195 havien signat el seu manifest, i almenys una seixantena semblaven disposats a repetir l'experiència en el seu municipi.
El dia 17 de setembre l'Ajuntament de Berga, seguint l'exemple d'Arenys de Munt, aprovà demanar a la ciutadania si està a favor de la independència de Catalunya, tot aprovant una moció de la CUP a favor de convocar la consulta amb el suport de CiU, que governa, i del regidor d'ERC i el vot en contra d'un regidor exmilitant del PPC, els regidors del PSC no anaren al ple al·legant que el tema a debat no era urgent i només responia a una «urgència mediàtica».
El president del casal argentí, Diego Arcos, donà suport a les consultes populars sobre la independència perquè el «Regne d'Espanya» amb la seva llei d'estrangeria els discrimina i insta els estrangers a apostar per la independència de Catalunya. El president de l'associació afirmà que donaven suport a altres iniciatives com la d'Arenys, perquè «volem ser ciutadans de Catalunya», i afirmà que venen «d'una república que s'ha format derrotant els espanyols» i que aquesta característica «la porten als gens».
Un any després, durant el I Aplec per la Independència celebrat a Arenys de Munt, es va inaugurar una estàtua commemorativa. El monument, obra dels escultors Jaume Rodri i Pep Soló, consisteix en quatre columnes amb una estrella a dalt d'una d'elles.

### A l'Estat Espanyol
El president del Govern, Zapatero, va trigar dies a referir-se a la consulta, per a finalment treure'n ferro posant en dubte que hagués de contagiar-se a més ajuntaments, quan ja n'hi havia una seixantena que havien mostrat la seva predisposició. El cap de l'oposició, Mariano Rajoy, havia demanat una resposta contundent.
César Vidal va cridar en antena als seus radioseguidors a fer boicot al municipi d'Arenys de Munt. González Pons, vicesecretari de comunicació del PP, va indicar que l'executiu no defensava la constitució i que deixava els catalans no nacionalistes (no catalanistes) indefensos, pel fet de no oposar-se a la consulta. El president de Cantàbria, Miguel Ángel Revilla, la va qualificar de «patochada». Esperanza Aguirre, presidenta de la Comunitat de Madrid, de «demència» i «bogeria», aclarint-ho amb la frase «els referèndums del 96 % en què s'apedrega els que estan en contra (en referència al cop de roc rebut per un autocar ple de falangistes) m'aixequen l'estómac, em recorden els països totalitaris». UPyD va demanar «depurar responsabilitats» per haver-se permès dur a terme el referèndum.
Eusko Alkartasuna anuncià que la seva formació intentarà, acordant amb l'esquerra abertzale, exportar la consulta d'Arenys als municipis del País Basc. Aralar per la seva part va destacar la «normalitat del 13 de setembre», encara que no tenien previst impulsar consultes similars.
Ressò a la premsa:
- El Mundo (Espanya): «Sí masivo en la consulta independentista, que tuvo un 41% de participación.»[89]
- El País (Espanya): «Convergència y ERC llaman a extender el alarde soberanista de Arenys.»[90]

### Internacionalment
La premsa internacional es feu àmpliament ressò de la consulta sobre la independència. Diverses televisions van ser a Arenys de Munt per tal de seguir de prop l'esdeveniment. Hores després de tancades les urnes, la notícia començava a córrer arreu del món i es publicà a:
- The New York Times (Estats Units): Catalan Town Votes For Independence From Spain[91]
- France Press (França): Espagne: vote massif pour l'indépendance catalane lors d'un référendum symbolique[92]
- Le Monde (França): La Catalogne se mobilise pour défendre son statut d'autonomie élargie[93]
- n-TV (Alemanya): Katalanischer Ort gegen Spanien[94]
- Der Standard (Àustria): Katalanische Gemeinde stimmte über Unabhängigkeit ab[95]
- CNN Turk (Turquia): Katalonya'nın bağımsızlığına referandum![96]
- Milliyet (Turquia): Barcelona'da Katalonya için bağımsızlık gösterisi...[97]
- Expresso (Portugal): Espanha/Catalunha: Maioria de votantes em Arenys de Munt apoia independência em referendo com 41% de participação[98]
- Nos TV (Països Baixos): Catalaans dorp wil los van Spanje[99]
- STV (Gran Bretanya): Catalan town votes for independence from Spain[100]
- Ouest France (França): Une commune de Catalogne vote pour l'indépendance de la région[101]
- ORF (Àustria): Katalanisches Dorf stimmt für die Unabhängigkeit[102]
- 7sur7 (Bèlgica): Référendum polémique sur l'autodétermination de la Catalogne[103]
- El Universal (Veneçuela): Realizan en España consulta no vinculante por la independencia de Cataluña[104]
- Euronews (Europa): Catalan town votes for independence[105]
- France24 (França): Espagne: référendum local controversé sur l'autodétermination catalane[106]
- De Morgen (Flandes): Catalaanse gemeente stemt over onafhankelijkheid[107]
- Nouvel Observateur (França): Vote massif en faveur de l'indépendance de la Catalogne[108]
- Dagens Nyheter (Suècia): Stort stöd för fritt Katalonien[109]

### Vídeo
- «La verdad de lo ocurrido en Arenys de Munt» Manifestació de la Falange a Arenys de Munt (YouTube)
- La consulta independentista deixa ingressos extraordinaris als bars i restaurants d'Arenys de Munt (YouTube)(ACN)